# Limburger
El Limburger (conocido también como Limberger) es un queso que tiene su origen en Bélgica (no proviene - como mucha gente cree - de la ciudad alemana de Limburg). Hecho de leche pasteurizada de vaca con contenidos grasos entre 20-60%, por su aroma pertenece a los quesos de olor fuerte. El color está en un rango entre el blanco y el amarillo o marrón. El sabor puede ser desde suave hasta ligeramente picante. Este queso es elaborado en Bélgica, Alemania y Estados Unidos (Wisconsin).

## Elaboración
La bacteria empleada para hacer la fermentación del Limburger y de otros quesos de leche de vaca es la Brevibacterium linens; esta bacteria se ha encontrado en la piel humana y es parcialmente responsable del olor corporal. Esta razón es la que hace creer que los monjes de Limburg fueron los que crearon la receta aplastando los cuajos de la leche inicialmenete con los pies desnudos.

## Servir
Para tomar el Limburger se suele aconsejar el empleo de panes negros como el Pumpernickel acompañado de cebollas crudas. Como acompañamiento es aconsejable una cerveza o un vino de carácter. Puede acompañar platos servidos con carne de ternera, bien asada, a la parrilla, etc.